# Jörg Landvoigt
Jörg Landvoigt (23 de marzo de 1951) es un deportista de la RDA que compitió en remo. Es hermano de Bernd Landvoigt y padre de Ike Landvoigt, también remeros.
Participó en tres Juegos Olímpicos de Verano entre los años 1972 y 1980, obteniendo tres medallas: bronce en Múnich 1972, oro en Montreal 1976 y oro en Moscú 1980. Ganó cuatro medallas de oro en el Campeonato Mundial de Remo entre los años 1974 y 1979.

## Palmarés internacional
| Juegos Olímpicos   | Juegos Olímpicos          | Juegos Olímpicos  | Juegos Olímpicos |
| Año                | Lugar                     | Medalla           | Prueba           |
| ------------------ | ------------------------- | ----------------- | ---------------- |
| 1972               | Múnich (RFA)              | Medalla de bronce | Ocho con timonel |
| 1976               | Montreal (Canadá)         | Medalla de oro    | Dos sin timonel  |
| 1980               | Moscú (URSS)              | Medalla de oro    | Dos sin timonel  |
| Campeonato Mundial |                           |                   |                  |
| Año                | Lugar                     | Medalla           | Prueba           |
| 1974               | Lucerna (Suiza)           | Medalla de oro    | Dos sin timonel  |
| 1975               | Nottingham (Reino Unido)  | Medalla de oro    | Dos sin timonel  |
| 1978               | Cambridge (Nueva Zelanda) | Medalla de oro    | Dos sin timonel  |
| 1979               | Bled (Yugoslavia)         | Medalla de oro    | Dos sin timonel  |